# Cédric Gogoua
Aboussy Cédric Gogoua Kouamé (* 10. Juli 1994 in Abidjan) ist ein ivorischer Fußballspieler.

## Karriere
Gogoua wechselte im April 2014 aus seiner Heimat von Issia Wazy nach Finnland zum Seinäjoen JK. In seiner ersten Spielzeit in Europa kam er zu 23 Einsätzen für den SJK in der Veikkausliiga. In der Saison 2015 absolvierte er 29 Spiele in der höchsten finnischen Spielklasse. Im Januar 2016 wechselte der Innenverteidiger nach Serbien zum FK Partizan Belgrad. Für Partizan kam er bis zum Ende der Saison 2015/16 zu acht Einsätzen in der SuperLiga. Nach drei weiteren Ligaeinsätzen zu Beginn der Saison 2016/17 kam er ab Mitte August 2016 aus disziplinarischen Gründen nicht mehr zum Einsatz.
Im März 2017 wurde er schließlich nach Lettland an den Riga FC verkauft. In der lettischen Hauptstadt sollte er allerdings nie zum Einsatz kommen. Im Juli 2017 wechselte er nach Kasachstan zum FK Qairat Almaty. In Almaty kam er nur einmal im Supercup zum Einsatz. Im August 2018 wechselte Gogoua nach Russland zum Zweitligisten FK SKA-Chabarowsk. Zwar stand er mehrmals im Kader von Chabarowsk, jedoch sollte er nie zum Einsatz kommen. Daraufhin wurde im November 2018 sein Vertrag bei den Russen wieder aufgelöst.
Danach wechselte er im März 2019 ein zweites Mal nach Lettland, diesmal zum BFC Daugavpils. Auch diesmal kam er in Lettland nie zum Einsatz. Zur Saison 2019/20 wechselte der Abwehrspieler zurück nach Russland, nun zum Erstligisten FK Tambow. Für Tambow spielte er fünfmal in der Premjer-Liga, ehe er bereits nach zwei Monaten in Tambow den Klub wieder verließ und innerhalb der Liga zu ZSKA Moskau wechselte. Beim Hauptstadtklub konnte sich der Ivorer allerdings nicht durchsetzen, bis Saisonende kam er nur viermal zum Einsatz.
Zur Saison 2020/21 wurde er an den Ligakonkurrenten Rotor Wolgograd verliehen. Während der Leihe kam er zu 22 Erstligaeinsätzen in Wolgograd, mit Rotor stieg er allerdings zu Saisonende aus der Premjer-Liga ab. Zur Saison 2021/22 kehrte Gogoua wieder nach Moskau zurück. Dort spielte er jedoch gar keine Rolle mehr und gehörte nie dem Spieltagskader an. Im November 2021 wurde sein Vertrag in Moskau aufgelöst.
Daraufhin wechselte er im Februar 2022 ein zweites Mal nach Kasachstan, diesmal zum FK Turan. Turan verließ er aber ohne Einsatz schon im März 2022 wieder. Nach fast einem Jahr ohne Klub wechselte er im Februar 2023 nach Tadschikistan zum FC Istiklol. Für Istiklol lief er 14 Mal in der Wysschaja Liga auf, mit dem Team wurde er Meister. Im Februar 2024 kehrte Gogoua nach Russland zurück und wechselte zum Zweitligisten Schinnik Jaroslawl. Für Schinnik spielte er elfmal in der Perwenstwo FNL. Zur Saison 2024/25 schloss er sich dem Erstligisten FK Chimki an.